# Burnt Weeny Sandwich
Burnt Weeny Sandwich ist ein Musikalbum von Frank Zappa und den Mothers of Invention. Es wurde nach Auflösung der ersten Mothers-Formation 1970 herausgegeben und besteht aus aufgenommenem Material aus den Jahren 1967 bis 1969. Eingerahmt zwischen zwei Doo-Wop-Stücke findet sich eine Gruppe von Instrumentalstücken, deren Stil von klassischer orchestraler Musik mit Anspielungen auf Strawinsky über Jazz bis hin zu Blues und Rock reicht.

## Besetzung
Besetzung der Gruppe nach Kelly Fisher Lowe
- Frank Zappa: Gitarre, Vocals, Orgelsolo solo auf Little House I Used To Live In
- Lowell George: Gitarre, Vocals
- Roy Estrada: Bass, Vocals
- Don Preston: Keyboard, Minimoog
- Ian Underwood: Keyboard, Klarinette, Klavier
- Buzz Gardner: Trompete
- Bunk Gardner: Holzblasinstrumente
- Jim „Motorhead“ Sherwood: Saxophon, Vocals
- Jimmy Carl Black: Schlagzeug, Trompete, Vocals
- Art Tripp: Schlagzeug, Schlaginstrumente
- Sugar Cane Harris: Violinensolo auf Little House I Used To Live In
- Gabby Furggy (Janet Ferguson) singt "Dit-Dit-Doo-Way-Doo" auf WPLJ[3]

### Produktion
- Produzent: Frank Zappa
- Musikalische Leitung: Frank Zappa
- Cover-Design: Cal Schenkel
- Album-Design: John Williams

## Titelliste
Alle Kompositionen außer Nr. 1 und 9 stammen von Frank Zappa.
1. WPLJ (Dobard/McDaniels) – 2:52
2. Igor’s Boogie, Phase One – 0:37
3. Overture to a Holiday in Berlin – 1:27
4. Theme From Burnt Weeny Sandwich – 4:32
5. Igor’s Boogie, Phase Two – 0:37
6. Holiday in Berlin, Full-Blown – 6:23
7. Aybe Sea – 2:46
8. The Little House I Used to Live In – 18:42
9. Valarie (Lewis/Robinson, Jackie and the Starlights) – 3:14

### WPLJ
Der Titel WPLJ (Abkürzung für white port and lemon juice, zu deutsch: Portwein und Zitronensaft), geschrieben von Ray Dobard und Luther McDaniel, wurde erstmals 1955 von den kalifornischen Four Deuces aufgenommen und war in dieser Version 1956 ein großer Erfolg in den USA.  Er wurde danach oft gecovert. Zappa veröffentlichte ihn 1970 gleichzeitig mit diesem Album auch als Single.

## Rezeption
Der Musikkritiker Mike Fish sah in Burnt Weeny Sandwich ein erfolgreicheres Album als Uncle Meat, da hier die Mothers als Band agierten. The Little House I Used to Live in sei prototypischer Jazz-Rock, der wegen der „sanften Energie“ von Don Preston, Don Harris und Frank Zappa nicht langweilig sei. Das Doo-Wop-Stück Valarie sei Zappas Abschied von der Rock-’n’-Roll-Ära.
Der Anglist Kelly Fisher Lowe bezeichnet das Album zusammen mit Weasels Ripped My Flesh als „Platzhalteralben“, die als Sammlungen von Mothers-Materialien einen musikalischen Rückschritt weg von der experimentellen Musik, die Zappa bis dahin geschaffen hatte, darstellten.

### Veröffentlichungen
Als CD erschien das digital überarbeitete Album erstmals 1991 auf den Labels: Barkin Pumpkin (US-Markt), Zappa Records (Europa) und Barkin Pumpkin/MSI (Japan/Asien). Eine Neuanlage mit verbessertem Remix und mit überarbeitetem Cover erschien 1995 auf Rykodisc und VACK.

### Erfolge
Das Album erreichte 1970 in den Billboard-Charts Platz 94.